# Лебяжка (приток Тагила)
Лебяжка — река в Свердловской области России, течёт по городу Нижнему Тагилу, по жилым районам Рудник, Зайгора и Лебяжка (по промзоне района) на севере Нижнего Тагила. Длина 5 км. Устье реки находится в 295 км по правому берегу реки Тагил, возле жилого района Лебяжка.